# Lew Burdette
Selva Lewis Burdette (Nitro, Virginia Occidental, 22 de noviembre de 1926-Winter Garden, Florida, 6 de febrero de 2007), más conocido como Lew Burdette, fue un jugador profesional estadounidense de béisbol que se desempeñó en la posición de lanzador en las Grandes Ligas de Béisbol (MLB). Logró obtener el premio MVP (jugador más valioso de la Serie Mundial).

## Carrera
Burdette jugó como profesional una temporada en New York Yankees (1950), después pasó por varios equipos, Atlanta Braves (1951-1963), St. Louis Cardinals (1963-1964), Chicago Cubs (1964-1965), Philadelphia Phillies (1965), y finalmente, se unió a California Angels, donde jugó dos temporadas (1966-1967), y fue el equipo en el que se retiró.

## Premios
Fue galardonado con el MVP (jugador más valioso de la Serie Mundial) en una oportunidad (1957).